# 1998–1999-es kupagyőztesek Európa-kupája
A KEK 1998–1999-es szezonja volt a kupa utolsó, 39. kiírása. A győztes az olasz SS Lazio lett, miután a döntőben 2–1-re legyőzte az RCD Mallorca együttesét.
Az UEFA az 1998–1999-es szezont követően megszüntette a KEK-et, az egyes országok kupagyőztesei az 1999–2000-es szezontól kezdődően az UEFA-kupában indulhattak.

## Selejtező
| 1. csapat             | Össz. | 2. csapat              | 1. mérk. | 2. mérk. |
| --------------------- | ----- | ---------------------- | -------- | -------- |
| Rudar Velenje         | 2–0   | Constructorul Chișinău | 2–0      | 0–0      |
| FC Vaduz              | 0–5   | Helsingborgs IF        | 0–2      | 0–3      |
| Lausanne-Sport        | 7–2   | Tsement Ararat         | 5–1      | 2–1      |
| Cork City             | 2–3   | CSZKA Kijiv            | 2–1      | 0–2      |
| FK Ekranas            | 4–5   | Apóllon Lemeszú        | 1–2      | 3–3      |
| Apolonia Fier         | 1–9   | KRC Genk               | 1–5      | 0–4      |
| Bangor City FC        | 0–3   | FC Haka                | 0–2      | 0–1      |
| Levszki Szofija       | 9–2   | Lakamativ-96 Vicebszk  | 8–1      | 1–1      |
| FK Liepājas Metalurgs | 4–3   | Keflavík IF            | 4–2      | 0–1      |
| CS Grevenmacher       | 2–8   | Rapid București        | 2–6      | 0–2      |
| Lantana Tallinn       | 0–6   | Hearts                 | 0–1      | 0–5      |
| Amica Wronki          | 5–0   | Hibernians FC          | 4–0      | 1–0      |
| GÍ Gøta               | 1–10  | MTK Hungária FC        | 1–3      | 0–7      |
| Glentoran FC          | 1–3   | Makkabi Haifa          | 0–1      | 1–2      |
| FK Vardar             | 0–3   | FC Spartak Trnava      | 0–1      | 0–2      |
| FC København          | 10–0  | Qarabağ FK             | 6–0      | 4–0      |
| FK Partizan           | 2–1   | Dinamo Batumi          | 2–0      | 0–1      |

## Első forduló
| 1. csapat              | Össz.                 | 2. csapat          | 1. mérk. | 2. mérk.   |
| ---------------------- | --------------------- | ------------------ | -------- | ---------- |
| CSZKA Kijiv            | 1–5                   | Lokomotyiv Moszkva | 0–2      | 1–3        |
| Liepājas Metalurgs     | 0–4                   | SC Braga           | 0–0      | 0–4        |
| SV Ried                | 3–0                   | MTK Hungária FC    | 2–0      | 1–0        |
| Paris Saint-Germain FC | 3–4                   | Makkabi Haifa      | 1–1      | 2–3        |
| Panióniosz             | 5–1                   | FC Haka            | 2–0      | 3–1        |
| Apóllon Lemeszú        | 3–3 (11-esekkel: 4–3) | FK Jablonec        | 2–1      | 1–2 (h.u.) |
| SS Lazio               | 3–3 (ig.)             | Lausanne-Sport     | 1–1      | 2–2        |
| Newcastle United FC    | 2–2 (ig.)             | FK Partizan        | 2–1      | 0–1        |
| Chelsea FC             | 1–0                   | Helsingborgs IF    | 1–0      | 0–0        |
| Levszki Szofija        | 1–6                   | FC København       | 0–2      | 1–4        |
| Rapid București        | 2–2 (ig.)             | Vålerenga IF       | 2–2      | 0–0        |
| Beşiktaş JK            | 4–2                   | FC Spartak Trnava  | 3–0      | 1–2        |
| SC Heerenveen          | 4–1                   | Amica Wronki       | 3–1      | 1–0        |
| Rudar Velenje          | 0–2                   | NK Varteks         | 0–1      | 0–1        |
| MSV Duisburg           | 1–6                   | KRC Genk           | 1–1      | 0–5        |
| Heart of Midlothian FC | 1–2                   | RCD Mallorca       | 0–1      | 1–1        |

## Második forduló
| 1. csapat          | Össz.     | 2. csapat       | 1. mérk. | 2. mérk.   |
| ------------------ | --------- | --------------- | -------- | ---------- |
| Lokomotyiv Moszkva | 3–2       | SC Braga        | 3–1      | 0–1        |
| SV Ried            | 3–5       | Makkabi Haifa   | 2–1      | 1–4        |
| Panióniosz         | 4–2       | Apóllon Lemeszú | 3–2      | 1–0        |
| SS Lazio           | 3–2       | FK Partizan     | 0–0      | 3–2        |
| Chelsea FC         | 2–1       | FC København    | 1–1      | 1–0        |
| Vålerenga IF       | 4–3       | Beşiktaş JK     | 1–0      | 3–3        |
| SC Heerenveen      | 4–5       | NK Varteks      | 2–1      | 2–4 (h.u.) |
| KRC Genk           | 1–1 (ig.) | RCD Mallorca    | 1–1      | 0–0        |

## Negyeddöntő
| 1. csapat          | Össz. | 2. csapat     | 1. mérk. | 2. mérk. |
| ------------------ | ----- | ------------- | -------- | -------- |
| Lokomotyiv Moszkva | 4–0   | Makkabi Haifa | 3–0      | 1–0      |
| Panióniosz         | 0–7   | SS Lazio      | 0–4      | 0–3      |
| Chelsea FC         | 6–2   | Vålerenga IF  | 3–0      | 3–2      |
| NK Varteks         | 1–3   | RCD Mallorca  | 0–0      | 1–3      |

## Elődöntő
| 1. csapat          | Össz.     | 2. csapat    | 1. mérk. | 2. mérk. |
| ------------------ | --------- | ------------ | -------- | -------- |
| Lokomotyiv Moszkva | 1–1 (ig.) | SS Lazio     | 1–1      | 0–0      |
| Chelsea FC         | 1–2       | RCD Mallorca | 1–1      | 0–1      |

## Döntő
| 1999. május 19. |

| Lazio               | 2–1   | Mallorca |
| ------------------- | ----- | -------- |
| Vieri 7' Nedvěd 81' | (1–1) | Dani 11' |

| Villa Park, Birmingham Nézőszám: 33 021 Játékvezető: Günter Benkö (osztrák) |

| Az 1998–1999-es kupagyőztesek Európa-kupája győztese |
| ---------------------------------------------------- |
| Lazio 1. cím                                         |

## Lásd még
- 1998–1999-es UEFA-bajnokok ligája
- 1998–1999-es UEFA-kupa
- 1998-as Intertotó-kupa